# José Percudani
José Alberto Percudani (Bragado, 22 marzo 1965) è un ex calciatore argentino, di ruolo attaccante.

## Caratteristiche tecniche
Giocava attaccante, ricoprendo il ruolo di centravanti.

## Carriera

### Club
Entrato nel settore giovanile dell'Independiente a tredici anni, divenne professionista a sedici. Giocò in prima squadra due incontri nel Metropolitano 1982; dopo un'ulteriore esperienza nel Nacional 1983 con 5 presenze e un gol, venne incluso in pianta stabile tra i titolari nel Metropolitano di quello stesso anno, durante il quale disputò 35 gare, segnando 11 reti e laureandosi campione d'Argentina. Nel 1984 svolse un ruolo di rilievo nella conquista della Coppa Intercontinentale: con la sua marcatura al 6º minuto, permise alla società argentina di battere il Liverpool e conquistare così l'alloro mondiale, ottenendo in cambio il premio come miglior giocatore della partita. Nel gennaio 1988 venne acquistato dall'Austria Vienna per 1 milione di dollari, circa 12 milioni di scellini. La formazione della capitale austriaca desiderava sostituire Anton Polster nel ruolo di centravanti titolare. Nell'Austria Vienna Percudani ebbe un impatto assai positivo in campionato, con 12 gol in 13 presenze. La stagione seguente marcò 18 volte in 22 partite, nonché altre 4 su 5 incontri in Coppa d'Austria, e riuscì anche ad andare a rete in Coppa UEFA. Nel 1989, però, iniziò a trovare sempre meno spazio: a causa della regola del torneo austriaco, che prevedeva l'utilizzo di un numero massimo di 2 stranieri (e l'Austria ne aveva 4), Percudani fu escluso sovente dalla prima squadra, e fu mandato a giocare con la formazione Under-21. Pertanto, fu ceduto in prestito da dicembre all'Atlético Madrid. Anche nella compagine iberica trovò scarsa fortuna, poiché fu schierato esclusivamente con la squadra riserve, in cui assommò 6 presenze. Nel luglio del 1990 firmò un contratto per due stagioni con l'Universidad Católica, rimanendo in Cile sino al 1991. Passò la stagione 1992 al Peñarol, trasferendosi poi all'Estudiantes, con la cui maglia partecipò alla Primera División argentina 1992-1993. Concluse la carriera all'Almirante Brown.

### Nazionale
Il 20 giugno 1987 debuttò con la Nazionale maggiore; fu poi convocato per la Copa América 1987. Nella massima competizione sudamericana per Nazionali fece il suo esordio il 27 giugno contro il Perù a Buenos Aires, giocando tutti e novanta i minuti della gara. Disputò per intero anche l'incontro seguente, contro l'Ecuador il 2 luglio. Il 9 dello stesso mese scese in campo nel primo tempo della sfida con l'Uruguay, venendo poi sostituito da Juan Funes nell'intervallo; lo stesso avvenne anche nella finale 3º-4º posto, contro la Colombia.

## Palmarès

### Club

#### Competizioni nazionali
- Campionato argentino: 1

Independiente: Metropolitano 1983
- Copa Chile: 1

Universidad Católica: 1991

#### Competizioni internazionali
- Coppa Libertadores: 1

Independiente: 1984
- Coppa Intercontinentale: 1

Independiente: 1984

### Individuale
- Miglior giocatore della Coppa Intercontinentale: 1

1984